# Oporinia nigerrima
Oporinia nigerrima là một loài bướm đêm trong họ Geometridae.